# Dozón
Dozón ist eine galicische Gemeinde in der Provinz Pontevedra im Nordwesten Spaniens mit 985 Einwohnern (Stand: 2024). 

## Lage
Dozón ist die kleinste Gemeinde in der Comarca Deza und grenzt an Lalín und Rodeiro und im Süden an die Provinz Ourense.

## Gemeindegliederung
Die Gemeinde Crecente ist in acht Parroquias gegliedert:
| Parroquias  | Patrozinium  | Einwohner 2024 | Fläche km² | Dichte Einw./km² | Höhe msnm | Ortskennzahl |
| ----------- | ------------ | -------------- | ---------- | ---------------- | --------- | ------------ |
| Bidueiros   | Santa María  | 112            | 8,79       | 13               | 0         | 36016070000  |
| O Castro    | San Salvador | 192            | 11,30      | 17               | 0         | 36016020000  |
| Dozón       | Santa María  | 156            | 8,72       | 18               | 679       | 36016010000  |
| As Maceiras | San Remixio  | 36             | 2,98       | 12               | 622       | 36016030000  |
| Saa         | Santiago     | 142            | 6,90       | 21               | 694       | 36016040000  |
| Sanguiñedo  | Santa María  | 83             | 14,93      | 6                | 581       | 36016050000  |
| O Sisto     | San Xoán     | 234            | 14,18      | 17               | 584       | 36016060000  |
| Vilarello   | Santo André  | 62             | 6,43       | 10               | 709       | 36016080000  |

## Wirtschaft
| Ackerbau, Viehzucht und Fischerei                                                  | 161 | 039,17 |
| Industrie                                                                          | 051 | 012,41 |
| Bauwirtschaft                                                                      | 021 | 05,11  |
| Dienstleistungsbetriebe                                                            | 178 | 043,31 |
| Total                                                                              | 411 | 100,00 |
| * Daten aus dem Statistischen Amt für Wirtschaftliche Entwicklung in Galicien, IGE |     |        |

## Sehenswürdigkeiten

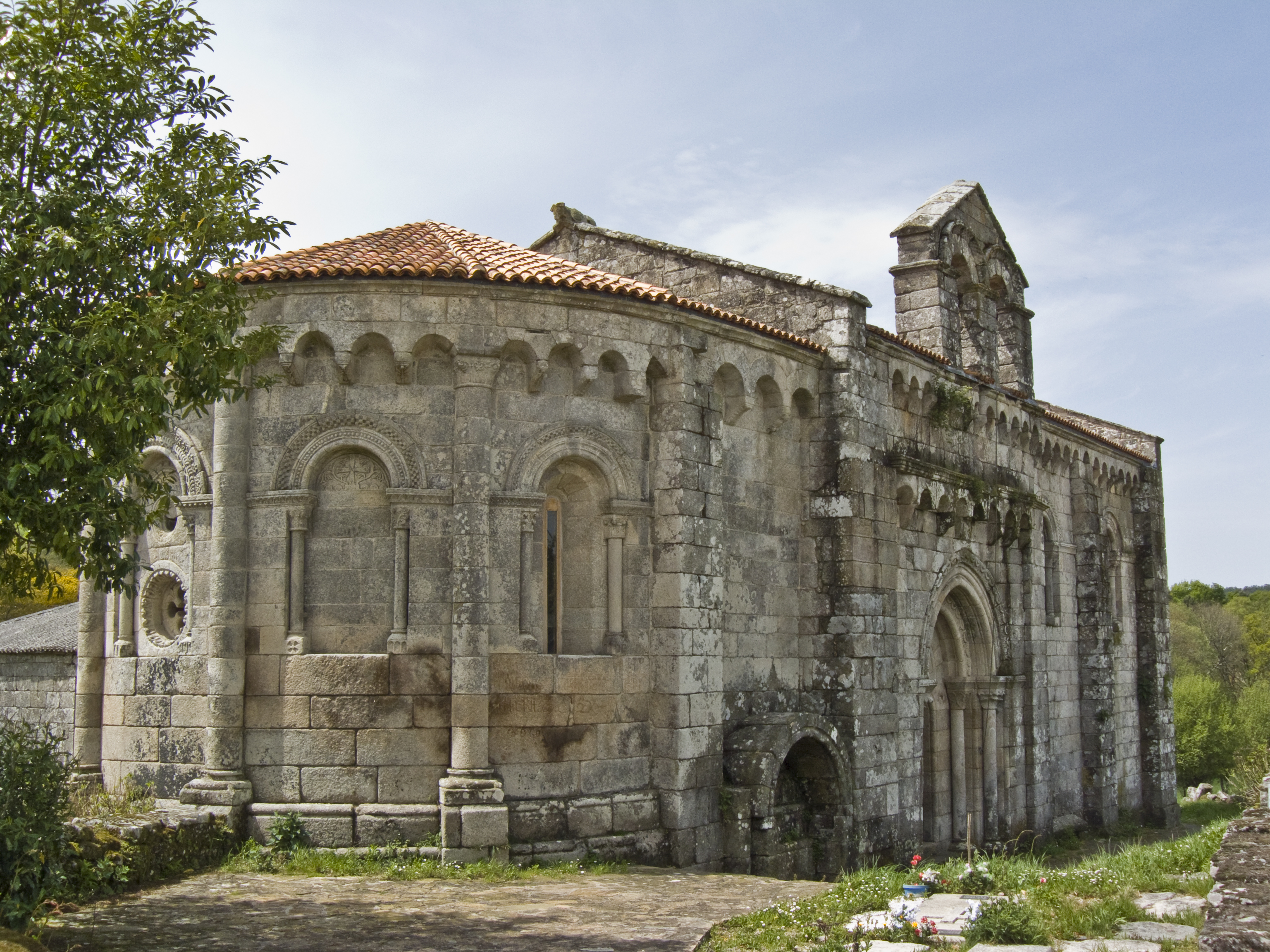
Kirche San Pedro

- Kirche San Pedro in der Parroquia Santa María de Dozón aus dem 12. Jahrhundert